# Кооперативное кладбище
Кооперативное (Старосормовское) кладбище — кладбище, расположенное в Сормовском районе г. Нижнего Новгорода.

## История и местоположение
Некрополь является одним из самых старых среди сохранившихся кладбищ в Нижнем Новгороде, уступая по возрасту только Красному (Бугровскому) кладбищу. Кооперативное (Старосормовское) кладбище официально было открыто в 1928 году, однако на его территории есть дореволюционные памятники и могилы, что доказывает более раннее существование погоста. Многие памятники со старых могил в 30-40-е гг. XX века были украдены и установлены на новых могилах.
В годы Великой Отечественной войны на Кооперативном кладбище производились захоронения советских воинов, умерших от ран в госпиталях г. Горького. На братской могиле воинов установлен обелиск с именами солдат и офицеров.
Осенью 1945 года в братской могиле были захоронены 6 руководителей завода «Красное Сормово», погибшие в авиационной катастрофе в 20 км от Коврова 7 сентября 1945 года. Сормовичи летели в Москву на совещание по вопросам строительства подводных лодок в наркомат вооружения СССР. В центре мемориала был установлен памятник в виде башни танка.
Погост расположен около поселка Кооперативного (с чем и связано официальное название) и занимает территорию площадью 13 гектаров. Кладбище было закрыто для захоронений в 1973 году.

## Современность
Несмотря на то, что кладбище закрыто 40 лет назад, на нём разрешено производить захоронения в родственные ограждения.

## Известные люди, похороненные на Кооперативном (Старосормовском) кладбище
- Гаугель, Иван Христианович — советский хозяйственный деятель, комиссар Центроброни. В 1920 году отправил в Москву с Сормовского завода телеграмму об успешном испытании первого советского танка[4].
- Иванов, Василий Константинович — летчик-бомбардировщик, гвардии капитан. За героизм и мужество, проявленные во годы Великой Отечественной войны в боях за Кировоград, Корсунь-Шевченковский и Берлин был удостоен звания Героя Советского Союза[5]
- Клементьев, Николай Николаевич — участник Гражданской, Финской и Великой Отечественной войн, генерал-майор. Дважды награждён Орденом Ленина[6]
- Потапов, Александр Семёнович (полный кавалер ордена Славы) (21.11.1910—25.04.1961)  кавалер ордена Славы трёх степеней[7].